# Rund rotlusblomfluga
Rund rotlusblomfluga (Pipizella certa) är en tvåvingeart som beskrevs av Violovitsh 1981. Rund rotlusblomfluga ingår i släktet rotlusblomflugor, och familjen blomflugor. Enligt den svenska rödlistan är arten nära hotad i Sverige. Arten förekommer på Gotland och Svealand. Artens livsmiljö är jordbrukslandskap.